# Українсько-еритрейські відносини
Українсько-еритрейські відносини — відносини між Україною та Державою Еритрея.
Еритрея та Україна встановили дипломатичні відносини 20 грудня 1993 року. Інтереси громадян України в Державі Еритрея захищає Посольство України в Єгипті.
У 2000-2008 роках Україна брала участь у миротворчій місії в Еритреї.
2 березня 2022 Еритрея проголосувала проти Резолюції ООН з вимогою до Російської Федерації вийти з визнаної суверенної території України.